# Simulium juxtadamnosum
Simulium juxtadamnosum es una especie de insecto del género Simulium, familia Simuliidae, orden Diptera.
Fue descrita científicamente por Gouteux, 1978.